# Adolphe Demeur
Adolphe Louis Joseph Demeur (Bergen, 23 december 1827 - Elsene, 25 mei 1892) was een Belgisch volksvertegenwoordiger.

## Levensloop
Demeur was de zoon van controleur van het kadaster Joseph Demeur en van Seraphine Devergnies. Hij trouwde met Jeanne Delstance.
Hij promoveerde tot doctor in de rechten aan de ULB (1849) en werd voor zijn ganse leven advocaat in Brussel. Hij publiceerde over financiële kwesties.
In 1870 werd hij verkozen tot liberaal volksvertegenwoordiger voor het arrondissement Brussel en vervulde dit mandaat tot in 1884.
Van 1885 tot aan zijn dood was hij provincieraadslid voor Brabant.
Demeur was vrijmetselaar in de loge Les Amis Philanthropes.
Marc Somerhausen was zijn kleinzoon.